# فرانچسکا کاوالین
فرانچسکا کاوالین (ایتالیایی: Francesca Cavallin؛ زادهٔ ۲۳ ژوئن ۱۹۷۶) بازیگر اهل ایتالیا است. وی دانش‌آموختهٔ ادبیات و تاریخ در دانشگاه پادووا است. وی در دههٔ ۱۹۹۰ میلادی به پرخوری عصبی و بی‌اشتهایی عصبی دست و پنجه نرم می‌کرد.
از فیلم‌ها یا مجموعه‌های تلویزیونی که وی در آن‌ها نقش داشته است، می‌توان به نیک و شر، زندگی، پدر ماتئو، یک پزشک در خانواده و زن و شوهر اشاره نمود.